# A937 road
Die A937 road ist eine A-Straße in den schottischen Council Areas Angus und Aberdeenshire.

## Verlauf
Die Straße beginnt als Abzweigung von der A92 (Dunfermline–Stonehaven) im Zentrum von Montrose. Sie folgt auf ihrer gesamten Länge weitgehend dem Lauf der Edinburgh to Aberdeen Line und kreuzt diese zweimal. Die A937 verläuft durch die Ortschaften Hillside und Craigo, bevor sie den North Esk über die Marykirk Bridge quert und damit Aberdeenshire erreicht. Die im Jahre 1814 nach einem Entwurf von Robert Stevenson errichtete Marykirk Bridge ist als Denkmal der höchsten Kategorie A klassifiziert. Die A937 bildet die Hauptstraße von Marykirk und kreuzt fünf Kilometer jenseits der Ortschaft die A90 (Edinburgh–Fraserburgh). In Laurencekirk bildet die A937 die Hauptstraße. Wenige hundert Meter jenseits von Laurencekirk mündet sie schließlich nach einer Gesamtlänge von 16,1 km in die A90 ein.